# Golful İzmir
Golful İzmir (turcă İzmir Körfezi), cunoscut anterior drept Golful Smirna, este un golf pe Marea Egee, cu intrarea dintre peninsula Karaburun și zona continentală Foça. Are o lungime de 40 km (64 km) lungime cu 32 km în lățime, cu o ancorare excelentă.
Orașul Izmir, un important port maritim turcesc, înconjoară capătul golfului. Levent Marina este singura marina din orasul İzmir. Se află pe țărmul sudic la 38 ° 24 ′ 40 ″ nord și 27 ° 04 ′ 01 ″ est.

## Vezi și
- Turcia
- Marea Egee

## Legături externe
- The Gulf of İzmir from space Arhivat în 18 ianuarie 2006, la Wayback Machine.
- Walking Routes inside İzmir